# Phelline
Chi Phelline là chi duy nhất của họ Phellinaceae. Nó bao gồm khoảng 12 loài cây gỗ hay cây bụi đặc hữu của New Caledonia. Các loài trong họ này có lá đơn, thường xanh, mọc so le hay giả vòng, có hoa đơn tính khác gốc, mọc thành cụm dạng chùm hay chùy hoa. Hoa mẫu 4-6. Quả hạch, chứa 2-5 hạt.
Chi này trước đây được đặt trong bộ Icacinales như trong Takhtadjan (1997) với miêu tả về lá như là không có lá kèm, trong khi Cronquist (1981) đặt nó trong họ Aquifoliaceae của ông (cận kề họ Icacinaceae với cả hai đều coi là thuộc bộ Celastrales).